# Ȝ
Ȝ, ȝ（Yogh、ヨッホ、ヨッグ）は、中英語、中期スコットランド語で使われた文字である。硬口蓋接近音もしくはなんらかの軟口蓋音を表す。これは古英語のgの音韻変化から来るものである。
しかし中英語の筆記法でその字形は次第にエッジュ（Ʒ）と区別がつかなくなり、中期スコットランド語で硬口蓋接近音を表すヨッホは草書のZと混同され、スコットランドの印刷工はヨッホが使用不可能の際はZで代用することもしばしばあった。そのため現在、一部のスコットランド語の単語では本来ヨッホのあるべき位置にZが置かれている。
またヨッホはその形状が似ていることからオンラインではアラビア数字の3で代用されることもある。このようにヨッホは英語がまだ体系化されていない時代の文字であるため様々な混乱を招いているのである。

## エジプト学において
| A |

エジプト学で実際に使用されている当の記号は、で、左に開いた二つの半輪である。Unicode 5.1以降、符号位置を割り当てられた（大文字 U+A722 Ꜣ LATIN CAPITAL LETTER EGYPTOLOGICAL ALEF “ラテン文字大文字のエジプト学のアレフ”、小文字 U+A723 ꜣ LATIN SMALL LETTER EGYPTOLOGICAL ALEF “ラテン文字小文字のエジプト学のアレフ”）。こちらも数字の3で代用されることがある。

## 符号位置
| 大文字 | Unicode | JIS X 0213 | 文字参照       | 小文字 | Unicode | JIS X 0213 | 文字参照       | 備考 |
| ------ | ------- | ---------- | -------------- | ------ | ------- | ---------- | -------------- | ---- |
| Ȝ      | U+021C  | -          | &#x21C; &#540; | ȝ      | U+021D  | -          | &#x21D; &#541; |      |